# Santiago (Isabela)
Santiago é um cidade de  primeira classe de renda da cidade (d) na província Isabela, nas Filipinas. De acordo com o censo de 1 de maio  de  2020 possui uma população de 148 580 pessoas e 36 334 domicílios.